# II. al-Ádil egyiptomi szultán
II. al-Ádil (arabul: سيف الدين الملك العادل أبو بكر بن ناصر الدين محمد, teljes nevén al-Malik al-ʿĀdil Sayf ad-Dīn Abū Bakr ibn Nāṣir ad-Dīn Muḥammad; 1221 körül – 1248. február 9.) a kurd eredetű Ajjúbida-dinasztia tagja, 1238–1240 között Egyiptom szultánja és 1238–1239 között Damaszkusz emírje.
Al-Kámil egyiptomi szultán fiaként született. Apja 1238. március 8-án bekövetkezett halála után került trónra, de a rokonságban azonnal megindult a hatalomért folyó vetélkedés. II. al-Ádil féltestvér bátyja, a szudáni rabnőtől született asz-Szálih Ajjúb elűzte Damaszkuszból addig ott kormányzó unokatestvérüket, majd a keraki an-Naszr csapataival kiegészülve Egyiptom ellen vonult. II. al-Ádil a kormányzást egyik kedvelt fiatal néger szolgájára bízta, ezért népszerűtlen volt miniszterei körében. A miniszterek 1240 júniusában összeesküdtek al-Ádil ellen: megfosztották hatalmától, a trónt pedig asz-Szálihnak ajánlották fel. Al-Ádil 1248-ban börtönben halt meg.

## Fordítás
- Ez a szócikk részben vagy egészben  az   Al-Adil II című angol Wikipédia-szócikk fordításán alapul.  Az eredeti cikk szerkesztőit annak laptörténete sorolja fel. Ez a jelzés csupán a megfogalmazás eredetét és a szerzői jogokat jelzi, nem szolgál a cikkben szereplő információk forrásmegjelöléseként.